# Occitano settentrionale

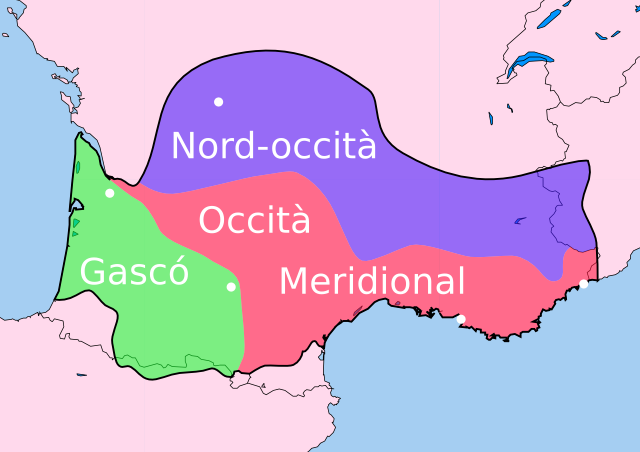
In viola nella cartina, l'occitano settentrionale

L'occitano settentrionale è un insieme dialettale dell'occitano, che raggruppa l'alverniate, il Limosino e il vivaro-alpino. La sua area si estende dal Limosino al Piemonte, passando per l'Alvernia e il Delfinato, comprendente anche una colonia valdese in Calabria, Guardia Piemontese.

## Caratterizzazione
La fonetica dell'occitano settentrionale si distingue particolarmente da quella degli altri dialetti occitani per la palatalizzazione in cha e ja di ca e ga latine. Globalmente, l'insieme dell'occitano settentrionale mescola tratti conservatori e innovazioni in modo specifico nella morfologia.